# Псурь
Псурь — деревня в Дятьковском районе Брянской области, в составе Дятьковского городского поселения. Расположена в 12 км к северо-востоку от города Дятьково, на правом берегу Болвы, по которой здесь проходит граница с Калужской областью. Население — 50 человек (2010).
Упоминается с XVII века в составе Хвощенской волости Брянского уезда; с 1777 до 1922 входила в Жиздринский уезд (Калужской, с 1920 Брянской губернии), в т.ч. с 1861 — в составе Улемльской волости. С 1922 в Дятьковской волости Бежицкого уезда, Дятьковском районе (с 1929).
К началу XX века действовала церковно-приходская школа. До 1930-х гг. и в 1967—2005 — центр Псурского сельсовета; с 1930-х гг. по 1959 в Верещовском сельсовете, в 1959—1967 в Большежуковском.
| Годы      | 1859 | 1897 | 1913 | 1926 | 1979 | 1989 | 1999 | 2002 | 2010 |
| --------- | ---- | ---- | ---- | ---- | ---- | ---- | ---- | ---- | ---- |
| Население | 289  | 635  | 833  | 965  | 253  | 183  | 135  | 120  | 50   |